# Mobula munkiana
Raie du diable pygmée
 (avril 2021).
La mise en forme du texte ne suit pas les recommandations de Wikipédia : il faut le « wikifier ».
Les points d'amélioration suivants sont les cas les plus fréquents :
- Les titres sont pré-formatés par le logiciel. Ils ne sont ni en capitales, ni en gras.
- Le texte ne doit pas être écrit en capitales (les noms de famille non plus), ni en gras, ni en italique, ni en « petit »…
- Le gras n'est utilisé que pour surligner le titre de l'article dans l'introduction, une seule fois.
- L'italique est rarement utilisé : mots en langue étrangère, titres d'œuvres, noms de bateaux, etc.
- Les citations ne sont pas en italique mais en corps de texte normal. Elles sont entourées par des guillemets français : « et ».
- Les listes à puces sont à éviter, des paragraphes rédigés étant largement préférés. Les tableaux sont à réserver à la présentation de données structurées (résultats, etc.).
- Les appels de note de bas de page (petits chiffres en exposant, introduits par l'outil «  Source ») sont à placer entre la fin de phrase et le point final[comme ça].
- Les liens internes (vers d'autres articles de Wikipédia) sont à choisir avec parcimonie. Créez des liens vers des articles approfondissant le sujet. Les termes génériques sans rapport avec le sujet sont à éviter, ainsi que les répétitions de liens vers un même terme.
- Les liens externes sont à placer uniquement dans une section « Liens externes », à la fin de l'article. Ces liens sont à choisir avec parcimonie suivant les règles définies. Si un lien sert de source à l'article, son insertion dans le texte est à faire par les notes de bas de page.
- La présentation des références doit suivre les conventions bibliographiques. Il est recommandé d'utiliser les modèles {{Ouvrage}}, {{Chapitre}}, {{Article}}, {{Lien web}} et/ou {{Bibliographie}}. Le mode d'édition visuel peut mettre en forme automatiquement les références.
- Insérer une infobox (cadre d'informations à droite) n'est pas obligatoire pour parachever la mise en page.

Pour une aide détaillée, merci de consulter Aide:Wikification.
Si vous pensez que ces points ont été résolus, vous pouvez retirer ce bandeau et améliorer la mise en forme d'un autre article.
Genre
Espèce
Statut de conservation UICN

VUA2d+3d : Vulnérable
La raie du diable pygmée (Mobula munkiana) est un élasmobranche (poisson cartilagineux) de la famille des Myliobatidae ou Mobulidae selon les classifications.

## Description
Les raies du diable pygmées, ou du diable de Munk (Mobula munkiana) appartiennent à la famille des Mobulidés et sont des organismes filtrants de taille moyenne, qui se trouvent dans les eaux peu profondes du Pacifique oriental. Elles ont été décrites pour la première fois en 1987 par Notarbartolo-di-Sciara. Étant donné leur taille importante et leur régime alimentaire au bas des chaines trophiques, les Mobula peuvent être considérées comme indicatrices de l'état de santé de l'écosystème.

## Morphologie
Ces organismes peuvent atteindre 110 à 112 cm de largeur de disque. Elles possèdent un dos violacé foncé à gris violacé et une surface ventrale blanche. Une partie de leurs nageoires pectorales sont grisâtres.

## Comportement
Les M. munkiana ont un comportement agrégatifs, elles vivent en groupe pouvant aller jusqu'à plusieurs milliers d'individus à certains moments de l'année et ont un comportement social.Elles peuvent plonger jusqu'à 30 mètres de profondeur.Les migrations de ces raies sont probablement dues aux changements de température de l'eau, en lien avec les migrations de plancton dont elles se nourrissent. Comme d'autres Mobula, cette espèce est connue pour ses sauts à la surface de l'eau.

## Régime alimentaire
Les Mobula munkiana sont des organismes zooplanctivores. Dans le Golfe de Californie, elle se nourrit également de Mysidacea (crustacés) et de Nyctiphanes (dont le nom vernaculaire est krill) .
Mobula munkiana est la seule espèce du Golfe de Californie qui n'est là que durant l'hiver, se nourrissant de Mysidium spp., qui est la ressource planctonique la plus abondante à cette période.

## Reproduction et espérance de vie
Les raies ont une reproduction vivipare aplacentaire. La reproduction de cette espèce est retardée et à une fécondité faible, la plus faible de tous les élasmobranches (1 petit par portée). Une période de 1 à 3 ans sépare deux gestations. La période de mise bas est estimée entre avril et juin au Mexique. 
Une étude a indiqué que les juvéniles résistaient significativement mieux à l'intérieur d'une baie peu profonde qu'à l'extérieur de celle-ci. Ces zones de baies peu profondes, appelées zones de nurserie, ont donc une importance pour la conservation de l'espèce. À la naissance, on estime la taille de l'individu à 35 cm.La maturité sexuelle est atteinte vers 87 cm de largeur de disque pour les mâles et vers 97 cm pour les femelles.L'âge de cette maturité de même que l'espérance de vie, ne sont pas connus et sont dès lors déduits de Mobula mobular, bien que celle-ci peuvent atteindre des tailles bien plus importantes (350 cm). Mobula mobular atteint sa maturité vers 5 à 6 ans et vit maximum 20 ans, avec une longueur de génération de 12,8 ans.

## Répartition et Habitat

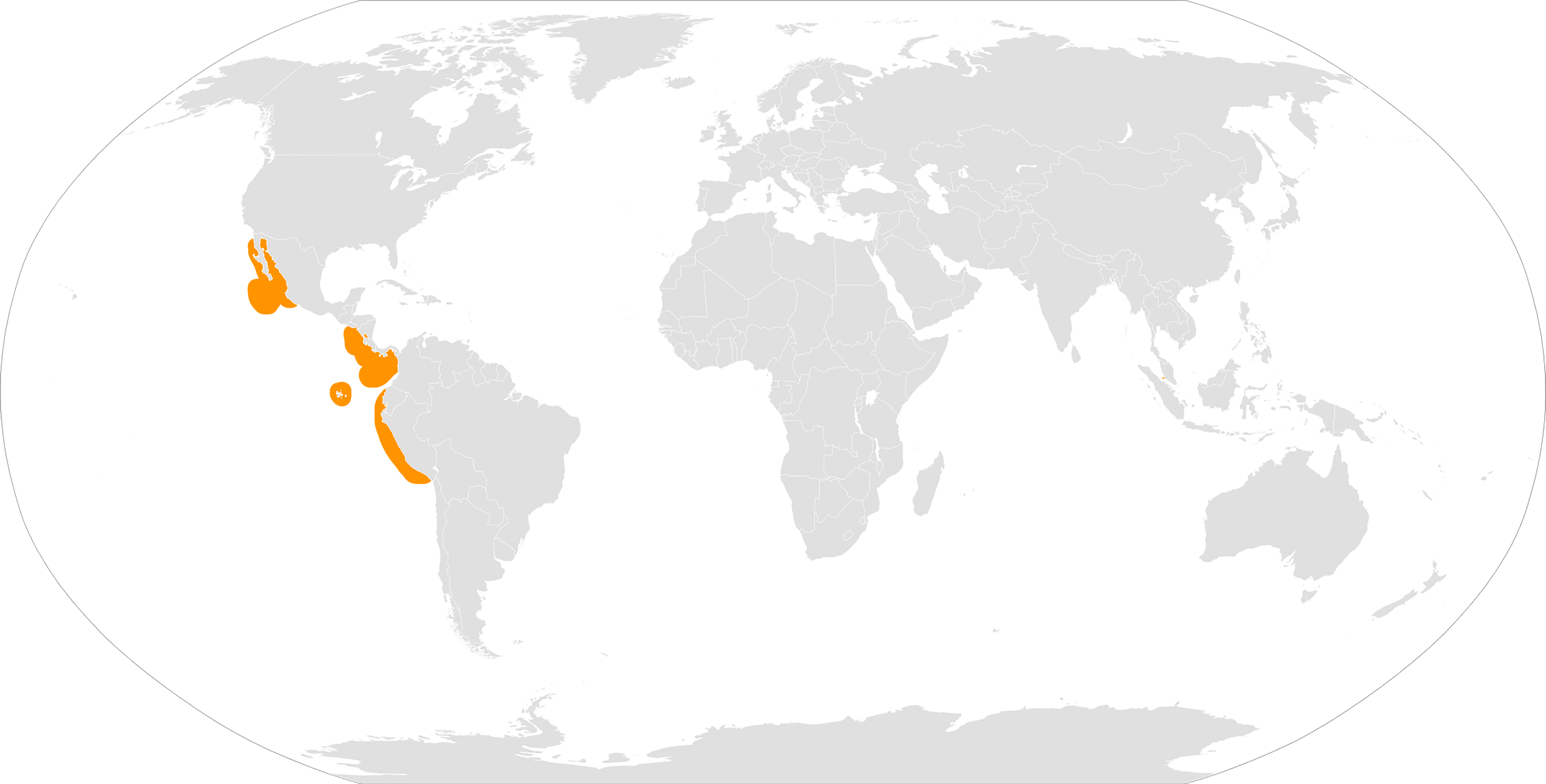
Aire de répartition Mobula munkiana

La raie du diable pygmée vit dans les eaux pélagiques néritiques et côtières peu profondes. Elle est endémique du Pacifique oriental. On la retrouve notamment dans le Golfe de Californie, au Mexique et au Pérou, incluant les Galápagos, les Iles Cocos et l'île de Malpelo. Les données historiques de populations de Mobula munkiana sont absentes.

## Menaces
À cause de leur faible rendement de reproduction annuel, le déclin de l'espèce induit par la pêche est difficile à contrer,. Leur vitesse de nage lente, leur grande taille, et leur tendance à se regrouper tend à rendre leur capture plus facile. D'autres causes de mortalité peuvent être citées : la destruction et la dégradation des habitats, les changements climatiques, l'acidification des océans, la pollution par le déversement d'hydrocarbures, ou encore la pollution par les plastiques, micro plastiques et leurs contaminants comme les polluants organiques persistants.Pour permettre aux populations de se rétablir, il est recommandé d'interdire toute pêche de Mobulidae.
Au total, c'est une diminution de l'espèce de 30 à 49 % au cours des trois dernières générations qui est probable.

## Pêche
Les raies sont surtout pêchées pour leur plaques branchiales, qui sont consommées. L'offre diminue pour ces plaques branchiales, tandis que les prix augmentent et que la demande reste continue, indiquant un déclin potentiel du genre Mobula. Presque toutes les plaques branchiales des Mobulidés partent vers la Chine. Même si l'espèce est protégée, notamment dans les eaux mexicaines, la pêche illégale ciblée des raies existe toujours, notamment dans le Golfe de Californie et même dans les réserves, telle que dans la réserve de ressources marines des Galápagos en Équateur. Les pêches déclarées ne sont donc probablement qu'une partie de la mortalité totale liée à la pêche.
Lorsqu'elles sont capturées involontairement, elles sont souvent gardées car leur valeur commerciale est élevée, et que même rejetées vivantes à la mer, elles sont souvent blessées et le taux de mortalité est élevé.
Peu de pêcheries identifient les Mobula trouvées jusqu'à l'espèce, ce qui rend difficile l'évaluation des prélèvements des espèces par la pêche.